# Leptostroma spiraeae
Leptostroma spiraeae är en svampart som beskrevs av Fr. 1823. Leptostroma spiraeae ingår i släktet Leptostroma och familjen Rhytismataceae.   Inga underarter finns listade i Catalogue of Life.